# 波洲鎮
波洲鎮（はしゅうちん）は中華人民共和国湖南省懐化市新晃トン族自治県の鎮。

## 行政区画
- 波洲社区
- 爐沖村
- 長塘坪村
- 紅岩村
- 瓦屋坡村
- 花草渓村
- 小竹渓村
- 波洲村
- 暮山坪村
- 江口村
- 苗沖村
- 田壟頭村
- 杉木塘村

## 歴史
1956年、波洲郷を設立。1985年、波洲鎮に昇格。2015年10月、洞坪郷の廖渓村・柳寨村・田坪村・坳背村などは波洲鎮に合併されている。

## 地理
波洲鎮は新晃トン族自治県東北部に位置し、北は貴州省銅仁市と、東は芷江トン族自治県と、西は晃州鎮と、西南は禾灘鎮と、東南は歩頭降ミャオ族郷とそれぞれ接している。
- 河川：㵲陽河（中国語版）
- 山：大洞坡（850メートル）

## 交通

### 鉄道
- 滬昆旅客専用線

### 道路
- 国道G320